# Stacey Waaka
Stacey J.A.K. Waaka (Auckland, 3 novembre 1995) è una rugbista neozelandese, utility back delle Chiefs Manawa.
È campionessa mondiale sia nel rugby a VII, disciplina nella quale è anche medagliata d'oro olimpica, che nel rugby a XV.
Durante il suo matrimonio era conosciuta con il nome da coniugata di Stacey Fluhler.

## Biografia
Nativa di Auckland, crebbe a Rūātoki, località della Baia dell'Abbondanza.
Iniziò a giocare relativamente tardi, intorno ai 16 anni; essendo rimasta coinvolta circa due anni prima in un incidente di scuolabus nel quale riportò lacerazioni alle gambe nell'urto, complicate dal suo sforzo di mettere in salvo gli scolari che viaggiavano insieme a lei, coltivava il timore di non poter riuscire a giocare, ma in realtà fu dichiarata idonea.
A 18 anni esordì per la provincia di Waikato e pochi mesi dopo, nel 2015, fu chiamata in prima squadra delle Black Ferns con le quali esordì in un test match contro il Canada.
Fece parte della squadra che vinse la Coppa del Mondo 2017 in Irlanda e, un anno più tardi, divenne campionessa anche nel Seven a San Francisco.
Della fine del 2019 è il matrimonio con l'uomo d'affari Ricky Fluhler, a seguito del quale Stacey Waaka ha iniziato a farsi chiamare Stacey Fluhler.
Da campionessa mondiale nel XV e nel VII affrontò a Tokyo il torneo olimpico nella cui edizione precedente la Nuova Zelanda aveva terminato con la medaglia d'argento; le olimpiadi, originariamente in calendario nel 2020, si tennero un anno più tardi per via dei calendari sportivi stravolti dalla pandemia di COVID-19 e le giocatrici in maglia nera, di nuovo in finale, si aggiudicarono il titolo battendo in finale la Francia.
Dopo il torneo olimpico, all'istituzione del campionato professionistico Super Rugby Aupiki fu ingaggiata dalla franchise delle Chiefs Manawa, corrispettivo femminile dell'omonima squadra maschile, laureandosene campione nell'edizione inaugurale.
Di nuovo convocata alla Coppa del Mondo 2021, anch'essa slittata di un anno per il COVID, andò a segno sia nella semifinale contro la Francia vinta per un solo punto, e in finale contro l'Inghilterra al termine di un incontro deciso solo per tre punti di scarto che diede alla Nuova Zelanda la sesta Coppa del Mondo e consegnò Stacey Fluhler all'elenco delle plurivincitrici, avendo vinto la propria seconda Coppa personale.
Dopo la Coppa del Mondo, a inizio 2023 si è separata dal marito e ha ripreso il cognome da nubile, e a seguire ha firmato un contratto professionistico trimestrale per un club statunitense di rugby seven; successivamente ha svolto il ruolo di commentatrice sportiva durante la Coppa del Mondo maschile 2023 in Francia, e si è messa a disposizione della nazionale seven con cui ha preso parte al torneo olimpico del 2024 a Parigi, al termine del quale si è aggiudicata la medaglia d'oro.
Stacey Waaka è laureata in gestione aziendale e, fuori dal campo di gioco, lavora come motivatrice, personal trainer e possiede una piccola attività di produzione e vendita di fermacapelli elastici di design a uso delle sportive.

## Palmarès

### Rugby a 15
- Coppe del mondo: 2
Nuova Zelanda: 2017, 2021
- Super Rugby Aupiki: 1
Chiefs: 2022

### Rugby a 7
- Coppe del mondo a VII: 2
Nuova Zelanda: 2018
- Oro olimpico: 2
Nuova Zelanda: 2020, 2024